# عصارخانه شاهی
عصارخانه شاهی یک عصارخانه تاریخی در شهر اصفهان است که در سال ۱۰۲۱ هجری قمری همزمان با احداث بازار بزرگ قیصریه و مدرسه ملا عبدالله به دستور شاه عباس اول ساخته شده است.
در حال حاضر مساحت عصارخانه ۳۸۰ متر مربع است ولی در گذشته مساحت اصلی آن ۱۸۰۰ مترمربع بوده که اکنون مکان‌هایی مانند شترخان، بارانداز و ورودی بازرگانان از بین رفته است و فقط یک تیرخانه و دو انبار تو در تو در بخش شرقی تیرخان، در دو طبقه باقی مانده است؛ در محل بارانداز عصارخانه هم اکنون پاساژ طلافروشان قرار دارد.
این عصارخانه در یک طبقه با ارتفاع حدود ۱۱ متر و سه فضای گنبدی شکل با مقطع کجاوه ایجاد شده است که سقف‌ها به سبک طاق و چشمه و نورگیرهای سقف، روشنایی عصارخانه را تأمین می‌کنند، دلیل ساخت سقف گنبدی شکل به دلیل خنک نگه داشتن محل برای نگه‌داری روغن موجود در عصارخانه بوده است. دیوارها و سقف خشتی بدون کاربندی، قاب‌سازی، تزئینات و پنجره ساخته شده است، فضای اصلی دارای پنج قسمت پیشخوان، بارانداز، شترخوان، گرم‌خانه و تیرخانه بوده است.
دیوارها و سقف خشتی و به دلیل کاربری آن بدون کاربندی، قاب‌سازی، تزئینات و پنجره ساخته شده است، فضای اصلی دارای پنج قسمت پیشخوان، بارانداز، شترخوان، گرم‌خانه و تیرخانه بوده است.
دانه‌های روغنی که در این عصارخانه به کار می‌رفته و مورد روغن کشی قرار می‌گرفته معمولاً کنجد، پنبه دانه، خشخاش، آفتاب گردان بوده است.
از سال ۱۳۴۰ تا سال ۱۳۴۹ برای حرکت دادن تیر بزرگ و چرخش سنگ آسیاب، از موتور برق استفاده شده و بعد از آن زمان، به دلیل صنعتی شدن این حرفه و وجود تجهیزات مکانیزه، ادامه کار مقرون به صرفه نبوده و عصارخانه به مدت ۳۰ سال تعطیل شده است؛ تا اینکه در سال ۱۳۷۹ سازمان نوسازی و بهسازی شهرداری اصفهان، عصارخانه را از مالک اعیانی آن خریداری و از سال ۱۳۸۰ تا ۱۳۸۲ اقدام به مرمت و ساماندهی آن نموده است و به عنوان موزه مورد بازدید مردم و گردشگران قرار دارد.
ساعت بازدید عصارخانه شاهی شنبه تا چهارشنبه از ساعت 9:30 تا ساعت 16:30 و پنجشنبه‌ها از ساعت 9:30 تا 15:30 می باشد. جمعه ها نیز روز تعطیل این مجموعه محسوب می‌شود. صبح‌ها به علت وجود نور طبیعی بهترین ساعت بازدید از موزه می باشد.
کتاب عصارخانه شاهی از سوی موزه عصارخانه شاهی به سه زبان فارسی، انگلیسی و عربی از سوی سعید سیاحیان خلاصه وگردآوری شده و در سال ۹۵ به چاپ رسیده است. این کتاب به بررسی کارکرد مختصر عصارخانه‌ها و معرفی موزه عصارخانه شاهی می‌پردازد، معرفی قسمت‌های مختلف عصارخانه، دانه‌های روغنی و کاربردشان در مصارف مختلف از دیگر بخش‌های این کتاب است.
این مکان در دوره صفویه (شاه عباس اول) و در سال ۱۰۲۱ هجری قمری و بانی آن شاه عباس اول بوده است. در گذشته از این مکان به عنوان عصارخانه و محل آسیاب دانه های روغنی بهره برداری می شد اما امروزه از این مکان به عنوان موزه و مرکز مطالعات فرهنگ عامه اصفهان مورد استفاده قرار گرفته است.

## نگارخانه

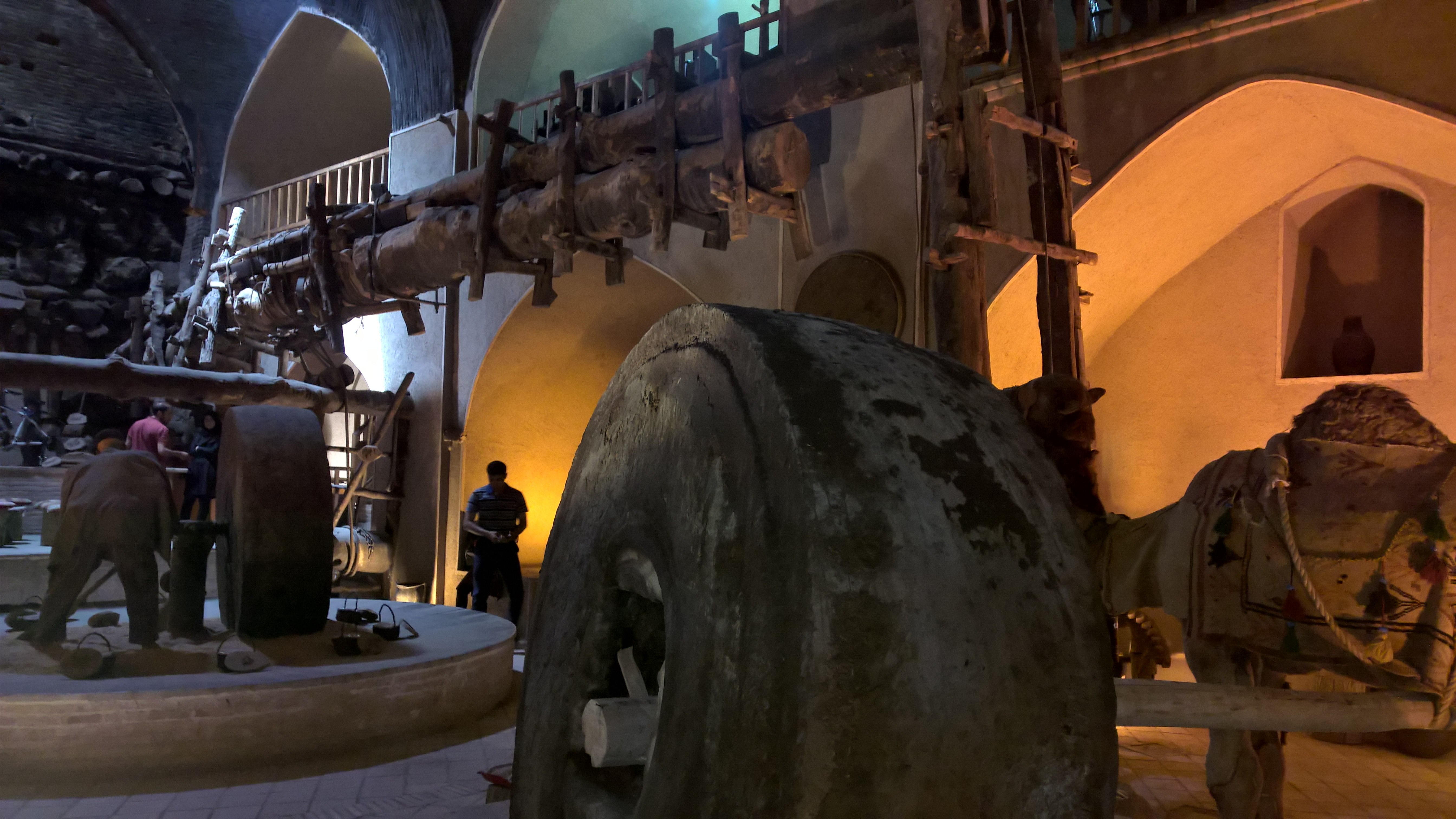
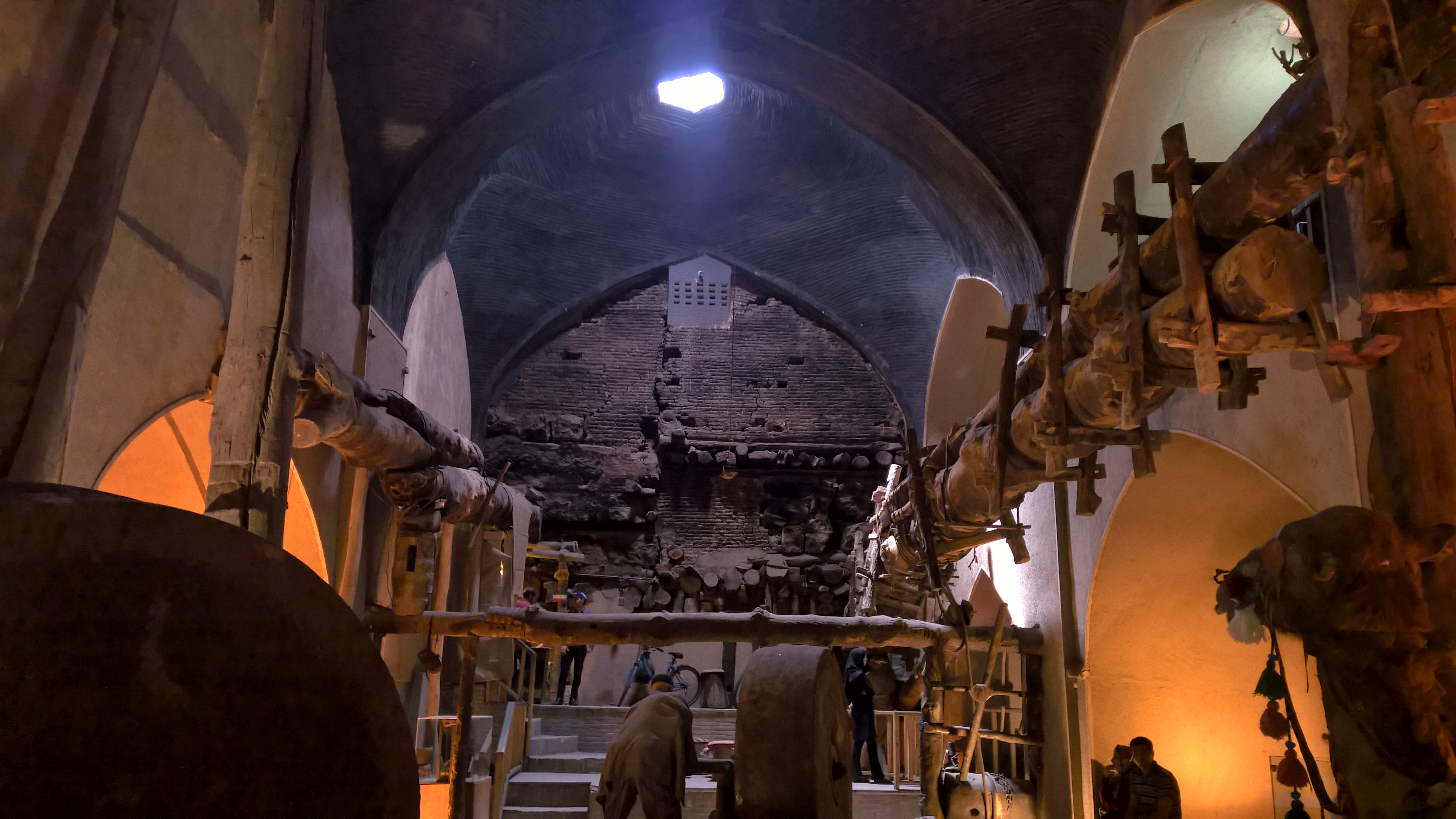
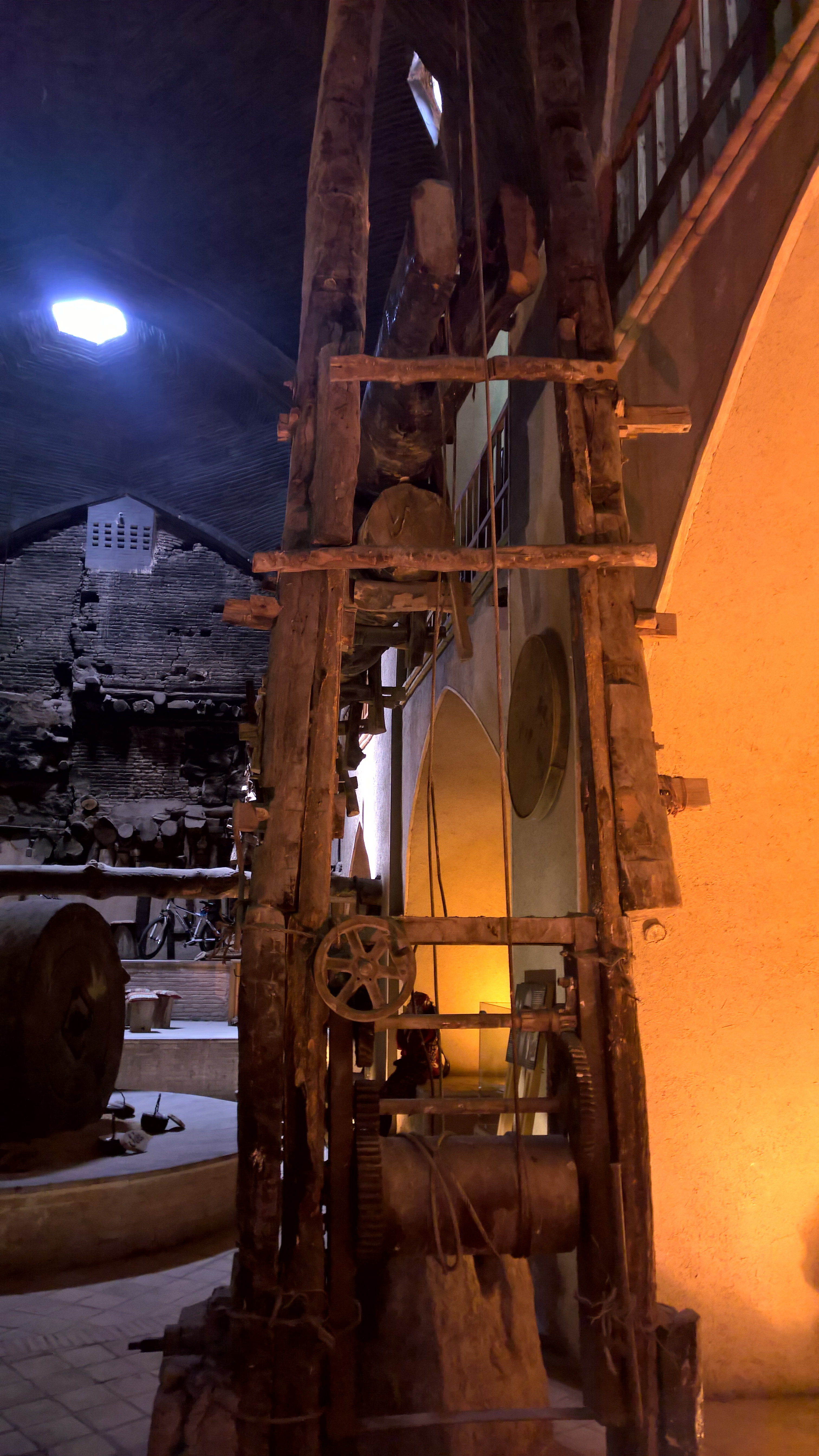
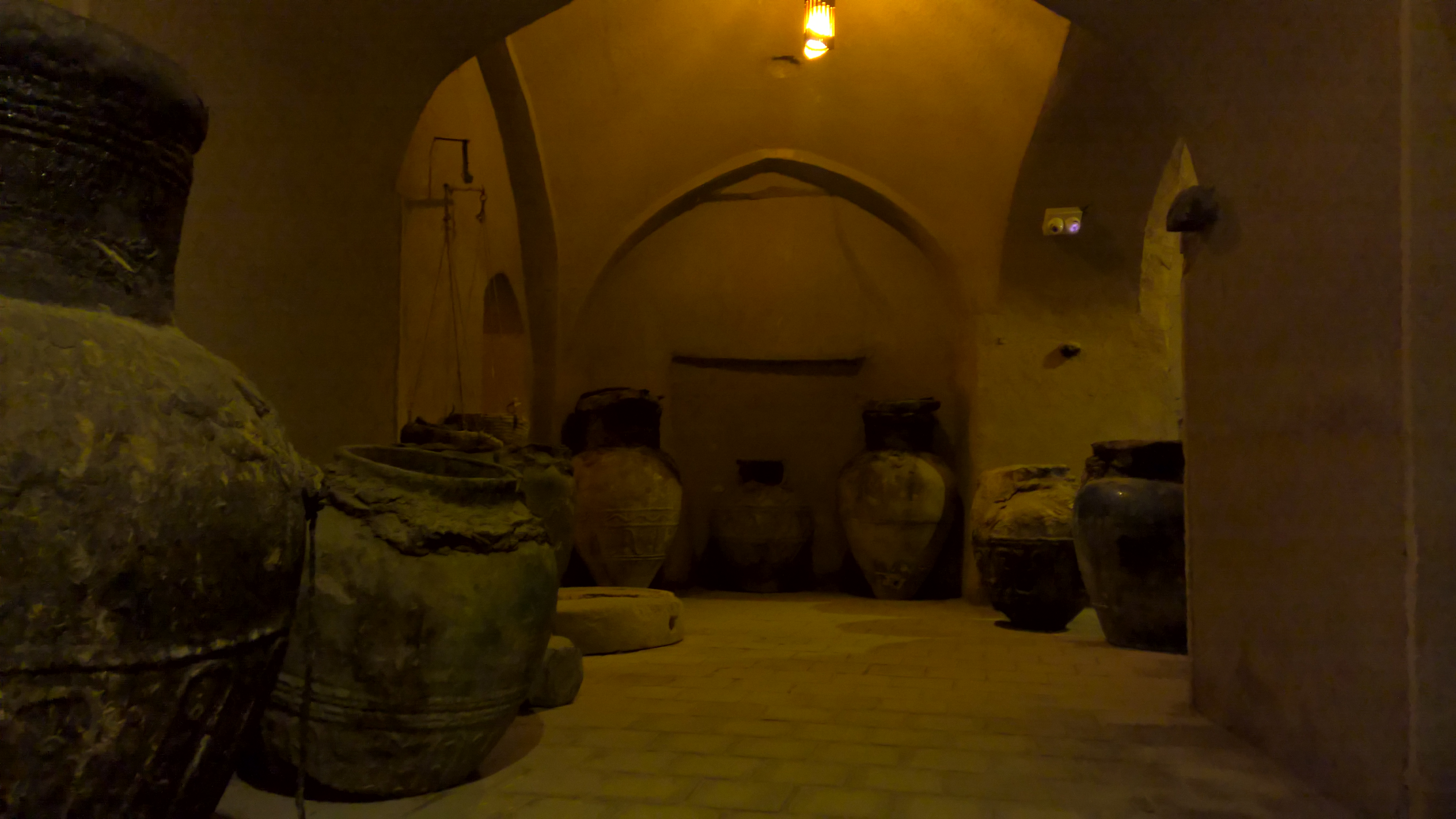
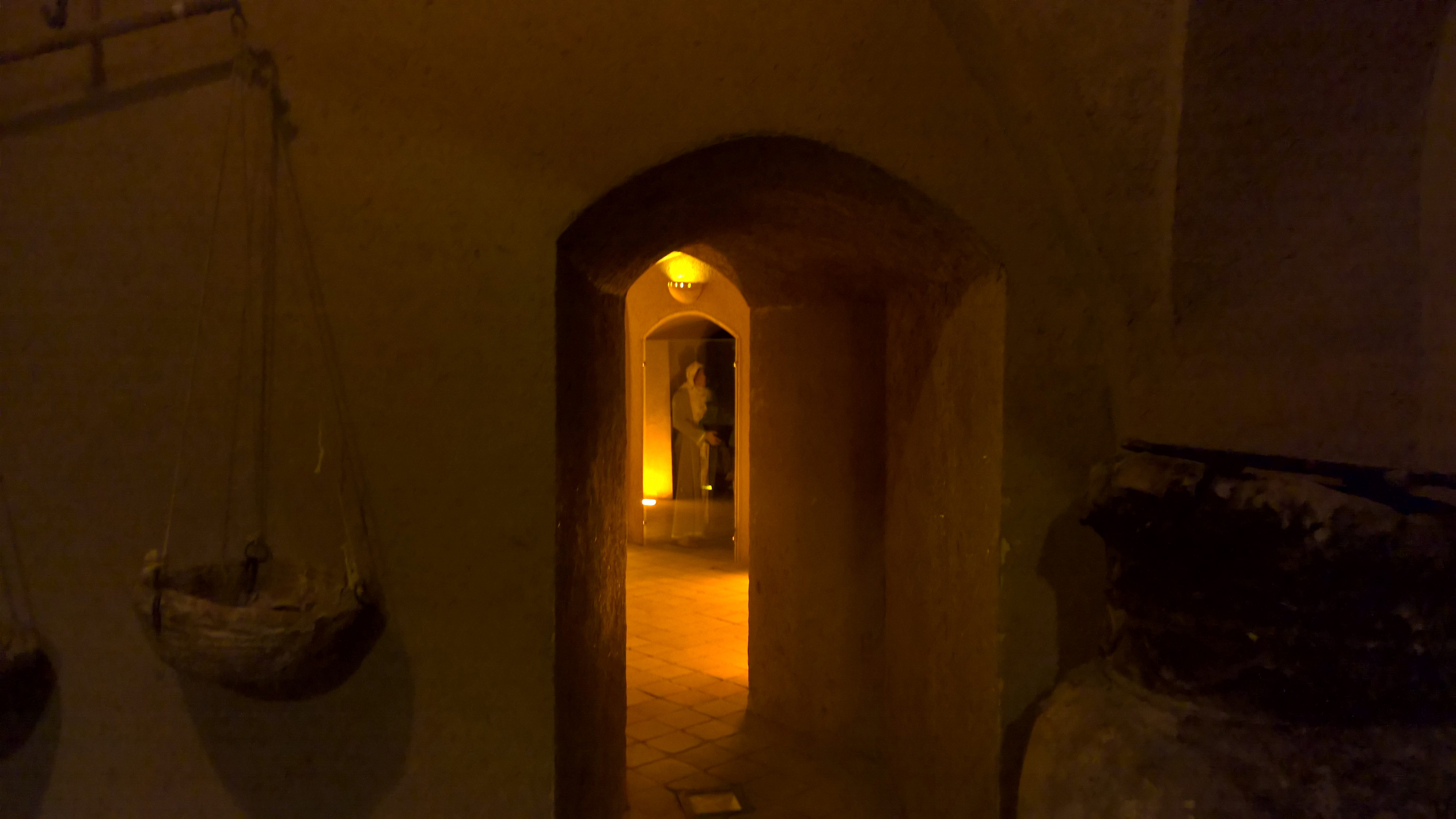
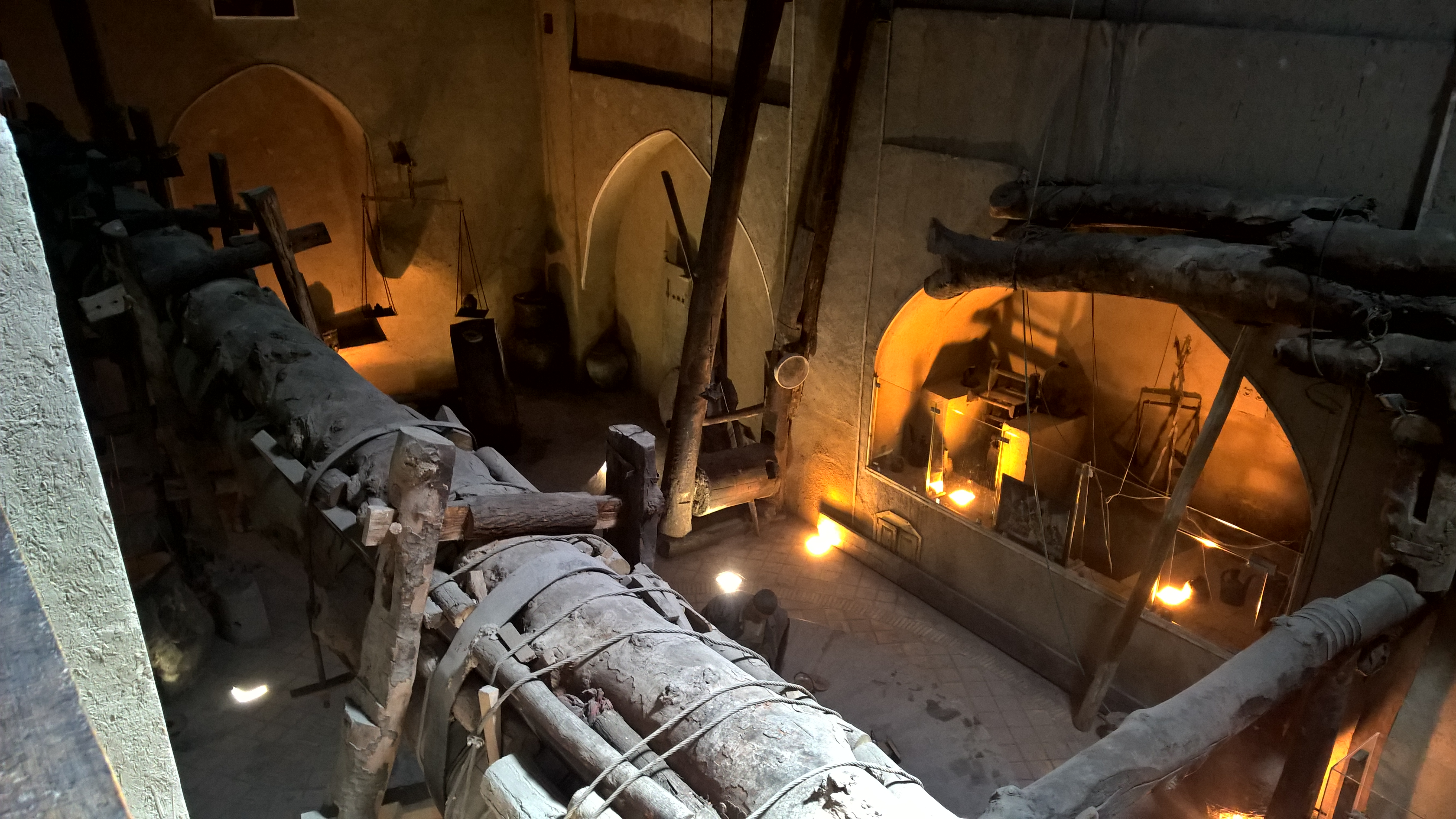